# Dorsten
Dorsten je město v německé spolkové zemi Severní Porýní-Vestfálsko. Leží v zemském okrese Recklinghausen ve vládním obvodu Münster. Nachází se na rozhraní dvou oblastí, a to v severní části průmyslového Porúří a v jižní části země Münsterland. Dorsten je situován na řece Lippe asi 24 km východně od jejího ústí do Rýna. Protéká jím také kanál Wesel-Datteln. Dorsten je součástí Regionálního sdružení Porúří. Ve městě sídlí Židovské muzeum Vestfálska. V roce 2012 zde žilo přes 76 tisíc obyvatel.

## Historie
Archeologické nálezy ukazují, že oblast dnešního Dorstenu byla osídlena již v pravěku. Objevená pohřebiště vypovídají o osídlení v mladší době kamenné a později také v době bronzové. V 1. tisíciletí před naším letopočtem vznikla na území dnešního města zemědělská osada, která byla obývaná germánským kmenem Sugambrů. V roce 18 před naším letopočtem se oblast snažili obsadit Římané, ale byli poraženi a neuspěli. V roce 12 před naším letopočtem napadl germánský kmen Sugambrů římskou pevnost Drusua, ale byli vytlačeni zpět až za řeku Vezeru. Dorsten se tak dostal pod správu Římanů a stala se z něj pevnost Aliso. Pro Římany měla význam především poloha na řece Lippe. V roce 9 před naším letopočtem nechal Drusův bratr Tiberius přesídlit asi 40 tisíc Sugambrů do oblasti Dolního Porýní a v roce 4 před naším letopočtem musel čelit dalším germánským povstáním. Stále častější střety Germánů s Římany vedly v roce 9 našeho letopočtu k bitvě v Teutoburském lese, kde utrpěli Římané drtivou porážku a padl i jejich vůdce Publius Quinctilius Varus. V následujících letech žili v oblasti především Brukterové. Až do 5. století mělo místo charakter venkovské osady zvané Durstina. V roce 693 došlo k vpádu kmene Sasů ze severu. Dorsten se jako součást Franské říše zapojil do Saských válek pod vedením Karla Martela a později Karla Velikého.
Od 8. století bylo město panstvím. Po dohodě kolínského kurfiřta a vévody z Kleve v roce 1175 bylo sídlo označováno jako villa Durstine a mělo charakter městysu. Městys se rozrůstal především díky výhodné podobě na řece Lippe (byl zde dlouhou dobu jediný most mezi městy Wesel a Haltern am See) a procházela tudy obchodní stezka do Kolína nad Rýnem. V roce 1251 získal Dorsten městská práva po dohodě kolínského arcibiskupa Konrada von Hochstadena a vévody z Kleve. V roce 1260 byl v okolí města vybudován vodní příkop a palisáda. Roku 1275 zde vznikla mincovna. V roce 1334 zde byly vybudovány první městské hradby. V období pozdního středověku v roce 1488 vznikl v Dorstenu františkánský klášter, který existuje dodnes. Od 14. století bylo město členem sdružení Hanzy. Od roku 1576 má Dorsten vlastní radnici. V letech 1588 a 1589 bylo ve městě zdokumentováno několik čarodějnických procesů. Během 16. století, především v období třicetileté války, došlo k útlumu obchodu ve městě a také činnost Hanzy byla na nějakou dobu pozastavena. V roce 1641 během třicetileté války byl Dorsten obléhán. Od roku 1816 bylo město součástí Pruska.
Během 19. století zasáhla Dorsten průmyslová revoluce a začala se rozvíjet různá odvětví průmyslu, především textilní a hutní průmysl. Roku 1912 započala těžba uhlí. V roce 1933 byl starostou zvolen člen NSDAP, což ovlivnilo život ve městě. V průběhu druhé světové války bylo při náletech poničeno až 80 % historického jádra města. Dorsten byl na konci války osvobozen americkými vojáky. V 70. letech vznikl projekt na výstavbu města Neue Stadt Wulfen, který byl částečně realizován (Wulfen je dnes městskou částí Dorstenu). V roce 1978 byla v historickém centru města zřízena pěší zóna. Od 90. let došlo ke změnám v ekonomice města, byla pozastavena činnost uhelných dolů a došlo k posílení cestovního ruchu. Město se snaží navenek prezentovat jako „malé město na řece Lippe“ a „most mezi Münsterlandem a Porúřím“.

## Obyvatelstvo
1. srpna 1929 byla k městu přičleněna část obce Gahlen (dnes městská část Hardt). K 1. dubnu 1943 byly do Dorstenu sloučeny obce Hervest a Holsterhausen a počet obyvatel se pohyboval okolo 24 tisíc. V roce 1970 zde žilo necelých 40 tisíc obyvatel. K výraznému nárůstu obyvatel až na hodnotu 65 tisíc došlo v roce 1975, kdy byly k městu připojeny samostatné obce Altendorf-Ulfkotte, Lembeck, Östrich, Rhade a Wulfen a některé části dalších obcí. Nejvyššího počtu obyvatel dosáhlo město v roce 2001, kdy zde žilo přes 81 tisíc obyvatel. V roce 2012 měl Dorsten přes 76 tisíc obyvatel.

## Významní rodáci
- Cornelia Funkeová, německá spisovatelka

## Partnerská města
- Crawley, Spojené království (od roku 1973)
- Dormans, Francie (od roku 1981)
- Waslala, Nikaragua (od roku 1984)
- Ernée, Francie (od roku 1985)
- Newtownabbey, Spojené království (od roku 1988)
- Hainichen, Sasko, Německo (od roku 1990)
- Rybnik, Polsko (od roku 1994)
- Hod ha-Šaron, Izrael (od roku 1994)

## Galerie

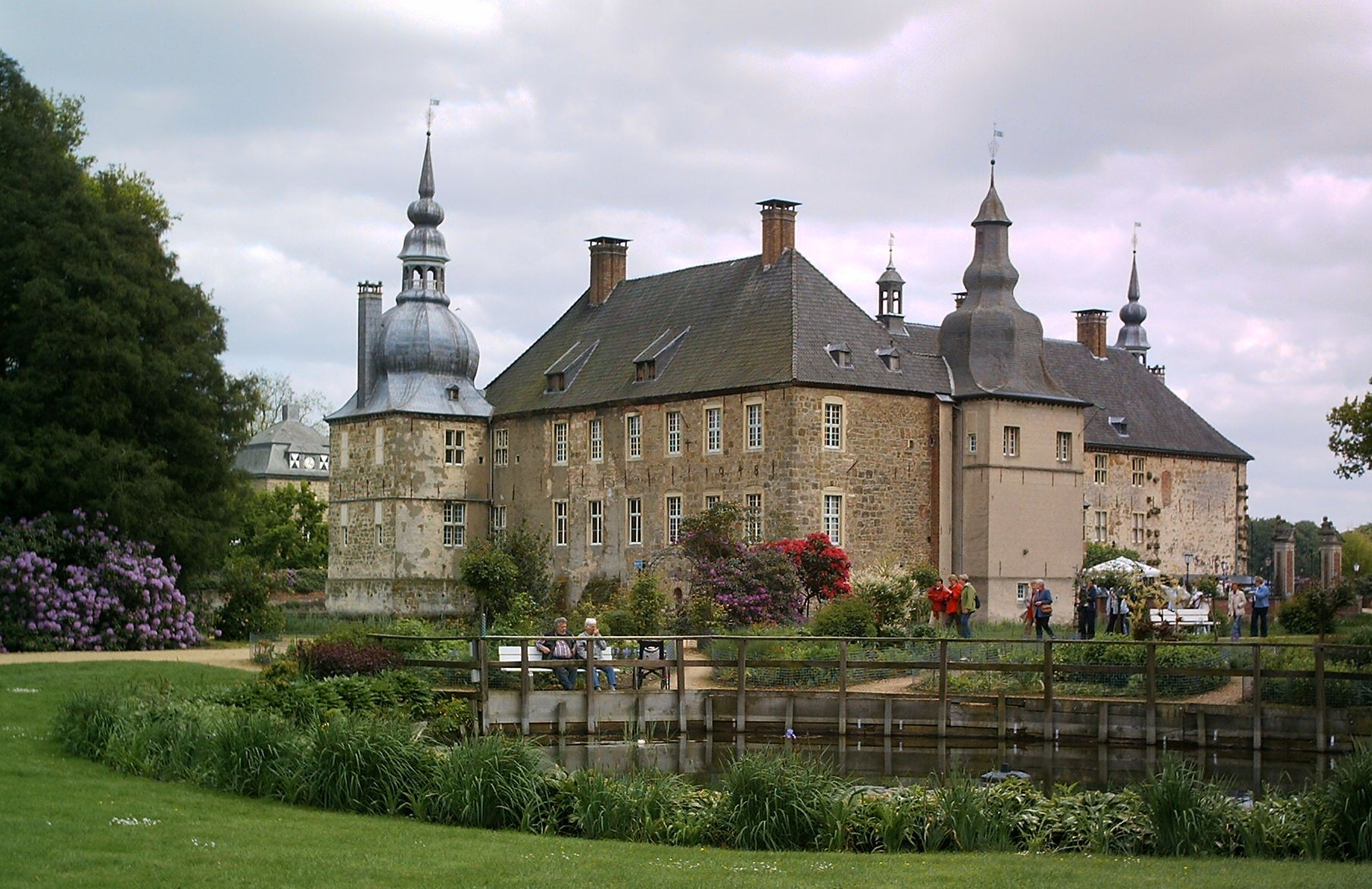
Zámek Lembeck leží ve stejnojmenné městské části
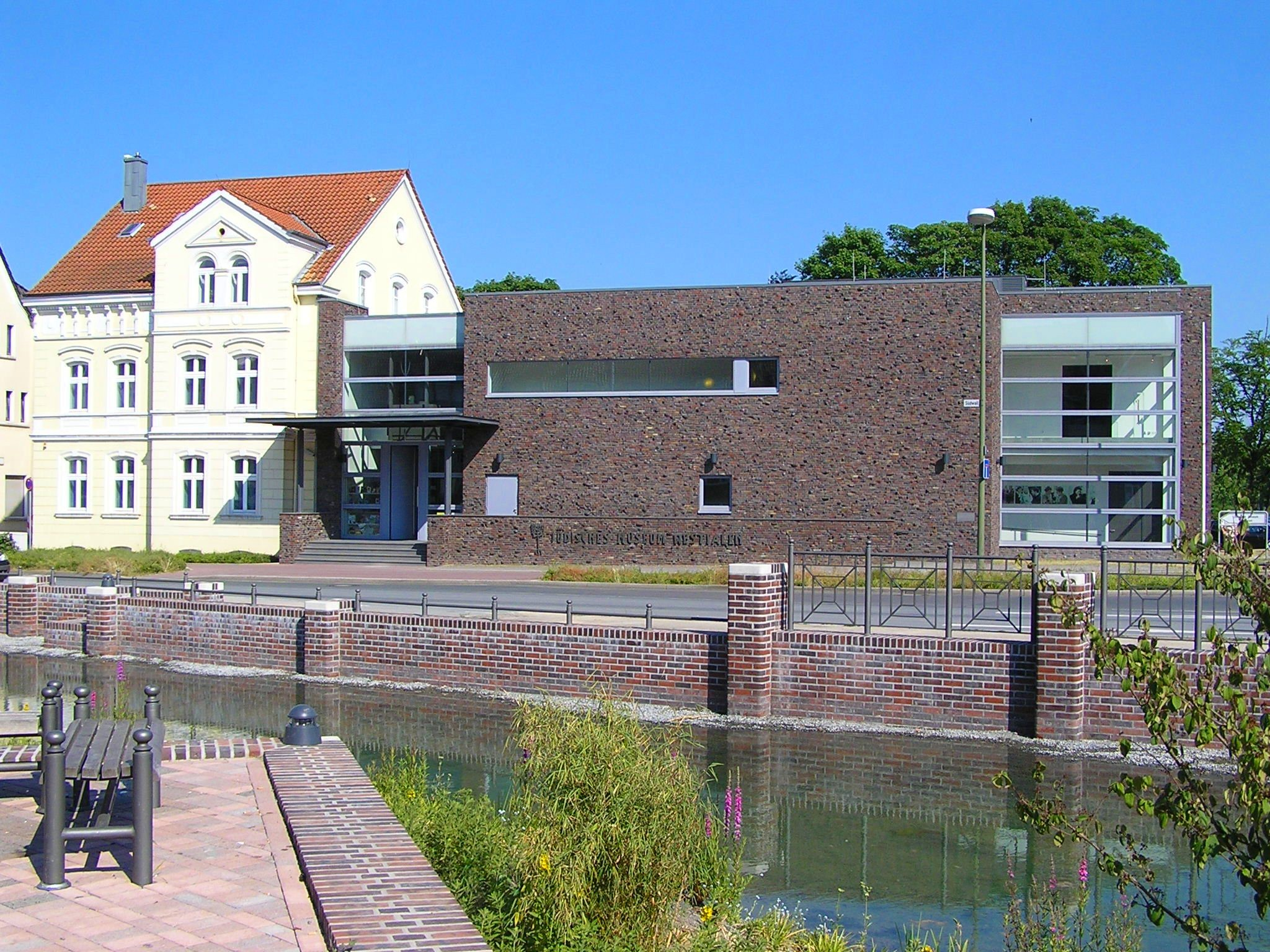
Židovské muzeum Vestfálska
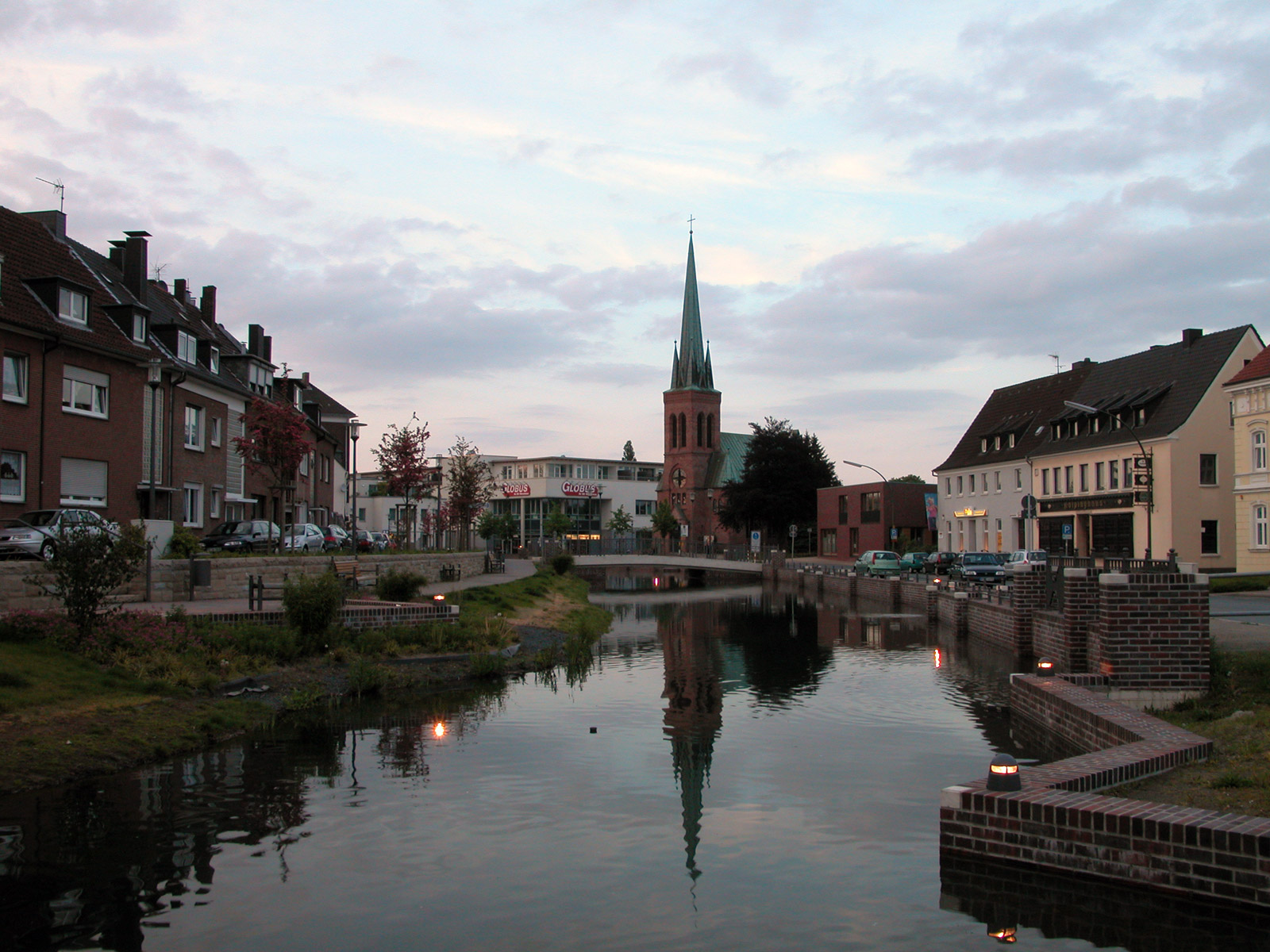
Rekonstruovaná část dochovaných městských hradeb